# Archivos de folklore de Estonia
Los Archivos de folklore de Estonia (AFE) son los principales archivos de folklore en Estonia. Los AFE actualmente funcionan como una subdivisión del Museo Literario de Estonia, pero fueron creados en 1927 como parte del Museo Nacional de Estonia. El actual Director de los Archivos es el Dr. Risto Järv.

## Historia
Establecidos en 1927, los AFE se consolidaron como la institución central de archivos de folklore e investigación. Ubicados en Tartu, el propósito principal de los archivos era centralizar las colecciones existentes para facilitar su búsqueda, realizar investigaciones con mayor alcance y organizar el trabajo de campo en Estonia.

### Fundación y Primeros Años
La colección original de los archivos se basó en los informes de manuscritos y cuentas de folklore estonio recolectadas por el coleccionista estonio de folklore Jakob Hurt (1839-1907). El folklore estonio en un principio fue recolectado por Alemanes del Báltico, como pasatiempo literario o actividad lingüística amateur. Jakob Hurt implementó diferentes iniciativas y animó a las personas en Estonia para recolectar folklore. La recolección de su propio folklore y la creación de su propia historia a través de las colecciones de folklore ayudó al Despertar Nacional. El trabajo de Jakob Hurt dio como resultado una colección de manuscritos de 114 696 páginas que contienen canciones, proverbios, adivinanzas, leyendas, cuentos folklóricos y otros materiales del folklore de varias regiones de Estonia, colectado por más de 1400 coleccionistas. Hurt sistematizó manuscritos y organizó el material recolectado en volúmenes por formato y lugar de recolección. Después de la muerte de Hurt su colección fue transferida al repositorio de la Sociedad de Literatura Finesa en Helsinki debido a que en aquel tiempo las condiciones políticas de Estonia no eran las adecuadas para la conservación del material. El folklorista finlandés Kaarle Krohn (1863–1933) fue quien inició la transferencia del material a Helsinki.
Las discusiones sobre el regreso de las colecciones de Jakob Hurt iniciaron en 1924 con la idea de fundar los archivos de folklore en Estonia. El folklorista estonio Oskar Loorits (1900-1961) fue uno de los eruditos que respaldaron esta idea. Los archivos de Estonia se basaron en el formato de la Sociedad de Literatura Finesa y se inspiraron en los Archivos del folklore de Letonia, que se fundaron en 1924 como los primeros de su tipo en la región. El 24 de septiembre de 1927, se formaron los Archivos de Folklore de Estonia como una subdivisión independiente del Museo Nacional de Estonia, dirigidos por Oskar Loorits. Los archivistas se concentraron en procesar el material previamente recopilado, poniéndolo a la disposición de investigadores, y comenzaron a recopilar folklore y publicaciones. Las colecciones de los Archivos crecieron considerablemente durante los 13 años previos a la ocupación soviética. Además de los manuscritos, se establecieron las colecciones de grabaciones de audio y fotografías. Se tomó en cuenta la distribución geográfica de los materiales folklóricos recopilados; el objetivo era complementar el trabajo de la recopilación anterior. Los Archivos comenzaron a documentar el folklore de las minorías de Estonia, así como de grupos fino-ugrios, ampliando el área de las colecciones.

### Segunda Guerra Mundial
En 1940, los AFE se incorporaron al Departamento de Folklore del Museo Literario del Estado. Durante la ocupación alemana nazi (1941-1944) hubo una reubicación. El Departamento de Folklore junto con sus colecciones pasó a formar parte de la Universidad de Tartu y el Museo Literario del Estado dejó de existir. Oskar Loorits fue destituido del cargo como director de los Archivos. En 1943, las colecciones de folklore se enviaron a diferentes lugares de Estonia como medida para evitar su destrucción. La Unión Soviética ocupó nuevamente Estonia en 1944, por lo que el Departamento de Folklore volvió a pertenecer al Museo Literario del Estado y las colecciones de folklore se regresaron a sus antiguas ubicaciones. Las censuras y revisiones de las colecciones durante la primera parte de la ocupación soviética (1940-1941) fueron superficiales, pero esto cambió a partir de 1945, cuando las represiones soviéticas se hicieron notorias.

### Periodo de Ocupación Soviética
En 1944, Estonia fue liberada de los nazis por el ejército soviético. Sin embargo, la realidad fue que solo se trataba de reemplazar sustituir un ocupante por otro. Los soviéticos incorporaron a Estonia a la Unión Soviética y establecieron la RSS de Estonia, que permaneció hasta la caída de la URSS en 1991. La ocupación soviética influyó en todos los niveles de la vida política, social y cultural del país. Los Archivos de Folklore de Estonia, renombrados en ese período como Departamento de Folklore del Museo Literario del Estado, no fueron una excepción. Bajo el dominio de la ideología soviética se produjeron algunos cambios significativos. El enfoque que se le dio al folklore, la dinámica de las prácticas de recopilación y el archivo, se ajustaron para adaptarse a la ideología soviética. Además, algunos de los archivadores fueron reprimidos a fines de la década de 1940.

El enfoque soviético del folklore y las identidades nacionales era en cierto modo contradictorio; por un lado, reprimió el nacionalismo y por otro, apoyó significativamente cada cultura nacional de la República Socialista Soviética, reclamando el derecho a la autonomía nacional y cultural de cada nación. Por ejemplo, se vio claramente en el aumento del número de  conjuntos folklóricos, en el uso de motivos populares en el arte oficial y la propaganda estatal, en el mantenimiento de las tradiciones populares, etc. Junto con ello, se apoyó el estudio del folklore únicamente en formas que se ajustaran al régimen. En términos generales, se hizo hincapié en la clase trabajadora y los estratos sociales más bajos, mientras que se omitieron temas como la religión y las creencias. Durante la era estalinista, se enalteció el concepto de folklore soviético. En lugar de retratar las influencias finlandesas, escandinavas, germánicas o bálticas, se enfatizó el impacto de la tradición rusa. Se elogió el nuevo orden social y los líderes soviéticos, mientras que se permitió satirizar las figuras de los estonios burgueses y los terratenientes alemanes. Se promovieron temas que reforzaban la retórica soviética, como las epopeyas heroicas, consolidando una construcción unilateral de la historia. Temas como la lucha de clases sociales retratados desde la perspectiva de los trabajadores o la vida en las granjas colectivas se impusieron como referencia al pensamiento moderno que promulgó el régimen soviético.
Como parte del nuevo régimen se produjo una intensa revaluación de las colecciones. Por ejemplo, Jakob Hurt fue proclamado investigador burgués y fundador de los archivos, Oskar Loorits, fue considerado inútil y su nombre fue borrado de los índices y rara vez se lo mencionaba en nuevas obras y publicaciones académicas. Todas las colecciones existentes fueron censuradas entre 1945 y 1952, y los volúmenes de los manuscritos fueron revisados página por página. Los métodos de censura incluían recortar, tachar, pegar y arrancar páginas de los volúmenes. La mayor parte de este trabajo fue realizado por los propios folkloristas y la censura era parte de los planes de trabajo del personal del Departamento de Folklore. Algunos volúmenes estaban controlados por empleados de los Archivos Centrales del Estado y allí, la censura fue más estricta.
La mayor parte del material censurado consistía en canciones y chistes de géneros que reflejaban con mayor claridad la sociedad contemporánea. Durante las décadas de 1940 y 1950, el folklore antisoviético que era hostil o irónico hacia las ideas soviéticas fue recortado o tachado con tinta. También se censuraron chistes, canciones, acertijos o dichos de folklore considerados obscenos. De igual forma, los principios para copia e indexar se vieron afectados por la ideología estatal dominante. Por ejemplo, como antes mencionado, Oskar Loorits fue borrado de los índices y así encontrar su material fue muy complicado. Se elaboraron índices nuevos y detallados sobre temas como luchas de clases y eventos históricos como la Gran Guerra Patriótica, mientras que se omitieron otros temas (por ejemplo, la República de Estonia). Esta indexación obstaculizó significativamente la posibilidad de encontrar en los archivos cualquier cosa que no fuera oficial. En la década de 1960, después del llamado período del "Deshielo de Jruschov", se devolvieron al Departamento de Folklore páginas y documentos separados durante el período estalinista. Dado que los oficiales locales de la KGB monitorearon sistemáticamente el contenido de las colecciones hasta finales de la década de 1980, el material se mantuvo en cajas separadas para evitar complicaciones.
Durante el período soviético se comenzaron a realizar viajes de campo colectivos de 10 a 15 folkloristas. Hasta la década de 1990, las expediciones a las zonas rurales eran de gran interés y se centraban principalmente en el folklore arcaico. Sin embargo, paso a paso los folkloristas volvieron a temas actuales. Durante la última década del período soviético, las tradiciones infantiles se convirtieron en un nuevo tema de investigación y en una colección especial fue creada (RKM, KP). Con la caída de la Unión Soviética en 1991, el interés por el origen y las raíces aumentó, así como el de las creencias tradicionales se hizo popular. Los archivos de folklore recuperaron su antiguo nombre.

### Actualidad
Después de la re-independencia de Estonia y la reorganización institucional de los Archivos de Folklore de Estonia en 1995, las colecciones del Departamento de Literatura y Folklore de la Universidad de Tartu y el Instituto de Lengua y Literatura de Tallin de la Academia de Ciencias de Estonia se incorporaron a los Archivos de Folklore de Estonia. Así, para el año 2000, las colecciones más importantes de folklore que anteriormente habían estado en manos de diferentes instituciones, se concentraron en los Archivos de Folklore de Estonia. Hoy en día, el material archivado está destinado principalmente para el uso de investigadores y estudiantes en el campo de los estudios del folklore. Los empleados de los archivos ofrecen asistencia y consultas a etnólogos, antropólogos culturales e investigadores de otras disciplinas en Estonia y en otras partes del mundo. Además de esos investigadores, el grupo de usuarios objetivos de los archivos podría consistir de manera más general en todas las personas interesadas en el folklore estonio.
Los resultados de la investigación de los trabajadores del archivo se publican como artículos y monografías, también se producen publicaciones de fuentes académicas. En 2000 se restableció la publicación de las Ediciones de los Archivos de Folklore de Estonia (Eesti Rahvaluule Arhiivi Toimetused) después de la larga pausa durante el régimen soviético. Los Archivos también se encargan de preparar y publicar las colecciones de canciones rúnicas (como Vana Kannel [“Arpa vieja”]) de las parroquias de Estonia y antologías académicas de cuentos populares en las series editadas Monumenta Estoniae Antiquae.
Junto con el desarrollo de nuevas tecnologías e informática en la década de 1990, los medios digitales ayudaron en el mantenimiento de varios registros y en el trabajo con textos. Se crearon varios registros y bases de datos digitales, se iniciaron los proyectos de digitalización y los materiales digitales comenzaron a aumentar en número. Al mismo tiempo, la formación de registros analógicos y archivos de tarjetas cesó poco a poco. Sin embargo, a principios del año 2000 surgió una situación algo caótica: era más fácil trabajar con computadoras, pero no existía un sistema coherente para administrar y acceder a los datos en los archivos.
La nueva consolidación digital del sistema para archivar fue desarrollada por un equipo de empleados de los Archivos, incorporando la función de registro y tarjetas de identificación a un sistema de información del Archivo. Más tarde, la idea de un repositorio digital para almacenar las voluminosas colecciones digitales se hizo realidad con la ayuda financiera de la Autoridad de Sistemas de Información de Estonia (2010-2012). El archivo digital emergente consistió en el módulo del repositorio y el módulo de información de archivos, tanto para los archivos de folklore como para los archivos vecinos del Museo Literario de Estonia. Uno de los resultados del desarrollo digital fue la aparición del repositorio de archivos del Museo Literario de Estonia llamado Kivike.

### Los directores de los Archivos de Folklore
- Oskar Loorits 1940-1942
- Gustav Ränk 1942-1944
- Richard Viidalepp 1944-1945
- Hilda Nõu 1950-1952
- Herbert Tampere 1952-1966
- Ottilie-Olga Kõiva 1966-1977
- Ellen Liiv 1977-1988
- Urmas Oras 1988-1990
- Janika Oras 1990-1991
- Anu Korb 1991-1998
- Ergo-Hart Västrik 1999-2008
- Risto Järv 2009-

## Colecciones
Las colecciones de los AFE constan de sub-archivos de manuscritos, fotografías, archivos sonoros, películas y videos, así como de contenido multimedia.

### Manuscritos
Los AFE contienen 31 colecciones de manuscritos que en total suman hasta 1.5 millones de páginas. El periodo de mayor importancia para la recolección de folklore en formato de manuscritos está relacionado al trabajo realizado por Jakob Hurt (1838–1907) y Matthias Johann Eisen (1880–1934). J. Hurt comenzó a recolectar folklore en el 1860, su colección alcanzó los 162 volúmenes de manuscritos, ahora una de las colecciones imprescindibles del AFE (las 114,696 páginas de manuscritos de esta colección están disponibles como documentos digitalizados a través del repositorio del archivo digital del Museo Literario de Estonia http://kivike.kirmus.ee/). Además, Oskar Kallas (1868–1946) también jugó una función importante al recolectar folklore estonio. Organizó la campaña de recolección de melodías de folklore estonio en una manera sistemática y científica entre 1904 y 1916 en asociación con el Sociedad de Estudiantes de Estonia. Esta colección contiene un total de 13,139 canciones de folklore junto con sus melodías.
El nombre de cada colección de manuscritos está proporcionado con una abreviatura de acuerdo con el nombre de la persona que lo recolectó. Para ejemplo, E hace referencia a la colección de M. J. Eisen, y H indica la colección de manuscrito de J. Hurt. Algunas de las colecciones son también divididas en series nombradas por el formato del manuscrito, como H I, H II, y H III según el tamaño de las páginas del manuscrito. Desde el año 2000, también se han sido archivado manuscritos digitales.

### Fotografías
Entre los sub-archivos de los AFE hay una colección grande de fotografías. Esta fue una de las primeras colecciones de los AFE. Las fotografías más antiguas son negativos de vidrio; estos, sin embargo, dejaron de usarse en la primera mitad del siglo XX. En total, en 2016 la colección incluyó 17,993 fotografías en blanco y negro, 8,075 fotografías a color y 33,137 fotografías digitales, siendo esta categoría la que más a crecido en los archivos desde entonces. En parte las colecciones de fotografías han sido digitalizadas y hecho disponibles en el repositorio del archivo digital del Museo Literario de Estonia http://kivike.kirmus.ee/. La colección de fotografías también contiene fotografías que describen el material y los paisajes relacionados con la tradición folklórica. En el principio del año 2000, el proceso de digitalización de colecciones análogas había sido emprendida con todas las colecciones, incluyendo la digitalización de fotografías. Las copias estuvieron preparadas y preservadas de modo que estas servirían como copias de seguridad de materiales análogos.

### Archivos Sonoros
La colección incluye materiales como discos de fonógrafo, cintas de audio, y casetes. Las primeras grabaciones, realizadas en cilindros de cera, fueron hechas entre 1912 y 1914 por el folklorista finlandés A. O. Väisänen (1890–1969). Los principales dispositivos de almacenamiento de datos son DATs y Mini discos, los cuáles han sido utilizados desde  1995 y las tarjetas de memoria desde inicios del año 2000. De 1992 Jaan Tamm – un ingeniero de sonido en los Archivos de Folklore de Estonia – trabajó en la digitalización de las cintas de audio más antiguas. Las colecciones más viejas de registros de sonido contienen registros de la música instrumental interpretada en instrumentos muy antiguos. En el siglo XX, los registros de sonido en su mayoría contienen canciones folklóricas en estilos más modernos. En la era digital, los registros de sonido eran digitalizados para ser preservados.

### Películas y Videos
Hay 1,377 elementos en el colección de películas y videos, comprendiendo cintas de películas, cintas de video del año 1980, material digital en Mini DV y tarjetas de memoria. Estos medios de almacenamiento de datos reflejan las tradiciones de estonios y otros grupos étnicos. Por ejemplo, la colección de video consta de grabaciones de interpretaciones musicales tomadas en diferentes situaciones: interpretaciones en la vida real y en festivales de música folklórica. Esta colección comprende 6 series. Por ejemplo, registros de video análogo, cintas digitales, grabaciones creadas digitalmente como archivos, etc.

### Multimedia
En 2008 se estableció la colección multimedia. Esto incluye material digital como correos electrónicos y presentaciones de powerpoint que no caben en ninguna de las otras categorías.